# 스플라이스 (영화)
《스플라이스》(영어: Splice)는 2009년 개봉한 캐나다와 프랑스의 SF 공포 영화이다. 빈첸초 나탈리가 감독과 공동 각본을 맡았다.

## 출연진
- 에이드리언 브로디
- 세라 폴리
- 델핀 샤네아크
  - 애비게일 추
- 브랜던 맥기번
- 시모나 마이카네스쿠
- 데이비드 휼렛

## 기타 제작진
- 라인 제작: 조지프 보치아
- 배역: 존 버컨, 콩스탕스 드몽투아, 제이슨 나이트
- 미술: 토드 처니아우스키
- 의상: 앨릭스 캐버나